# Macadam Tribu
Macadam Tribu es una película de comedia dramática de 1996 producida por José Zeka Laplaine. Fue seleccionada como la entrada de la República Democrática del Congo a la Mejor Película en Lengua Extranjera en la 70.ª edición de los Premios Óscar, pero no fue aceptada como nominada.

## Sinopsis
Los hermanos, Mike (recientemente liberado de prisión) y Kapa deambulan por las calles, bares y salones de boxeo con Duka, su amigo del vecindario. Por la noche, todos terminan en el bar para discutir los eventos del día, la calle y la televisión. También Bavusi, la madre de Mike y Kapa, va allí para recordar tiempos mejores. 
Ambientada en Kinsasa, la película muestra la formación de "comunidades no autorizadas" dentro de la ciudad oficial y la lucha de los personajes por sobrevivir. Un proyecto comunitario — una producción teatral sobre la rebelión popular — proporciona el telón de fondo de la caída del presidente Mobutu Sese Seko.